# Billie West
Billie West est une actrice américaine du cinéma muet, née dans le Kentucky le 5 août 1891, et morte à Plainfield, dans le New Jersey, le 7 juin 1967.
De 1912 à 1917, elle apparaît dans 80 films. Elle fut mariée à l'acteur Frank Bennett.

## Filmographie partielle
- 1913 : A Child of War, de Thomas H. Ince : Mrs Judson
- 1914 : Texas Bill's Last Ride, de John G. Adolfi : May Marsh
- 1915 : Above Par : Ruth Berry
- 1915 : The Living Death de Tod Browning
- 1915 : The Comeback, de Raoul Walsh : La petite-amie de Richard
- 1915 : The Smuggler, de Raoul Walsh : Betty Sampson